# Motor Lublin (piłka nożna) w sezonie 2007/2008
Sezon 2007/2008 był dla Motoru Lublin 20. sezonem na drugim szczeblu ligowym. W trzydziestu czterech rozegranych spotkaniach, Motor zdobył 35 punktów i zajął 12. miejsce w tabeli.

## Przebieg sezonu

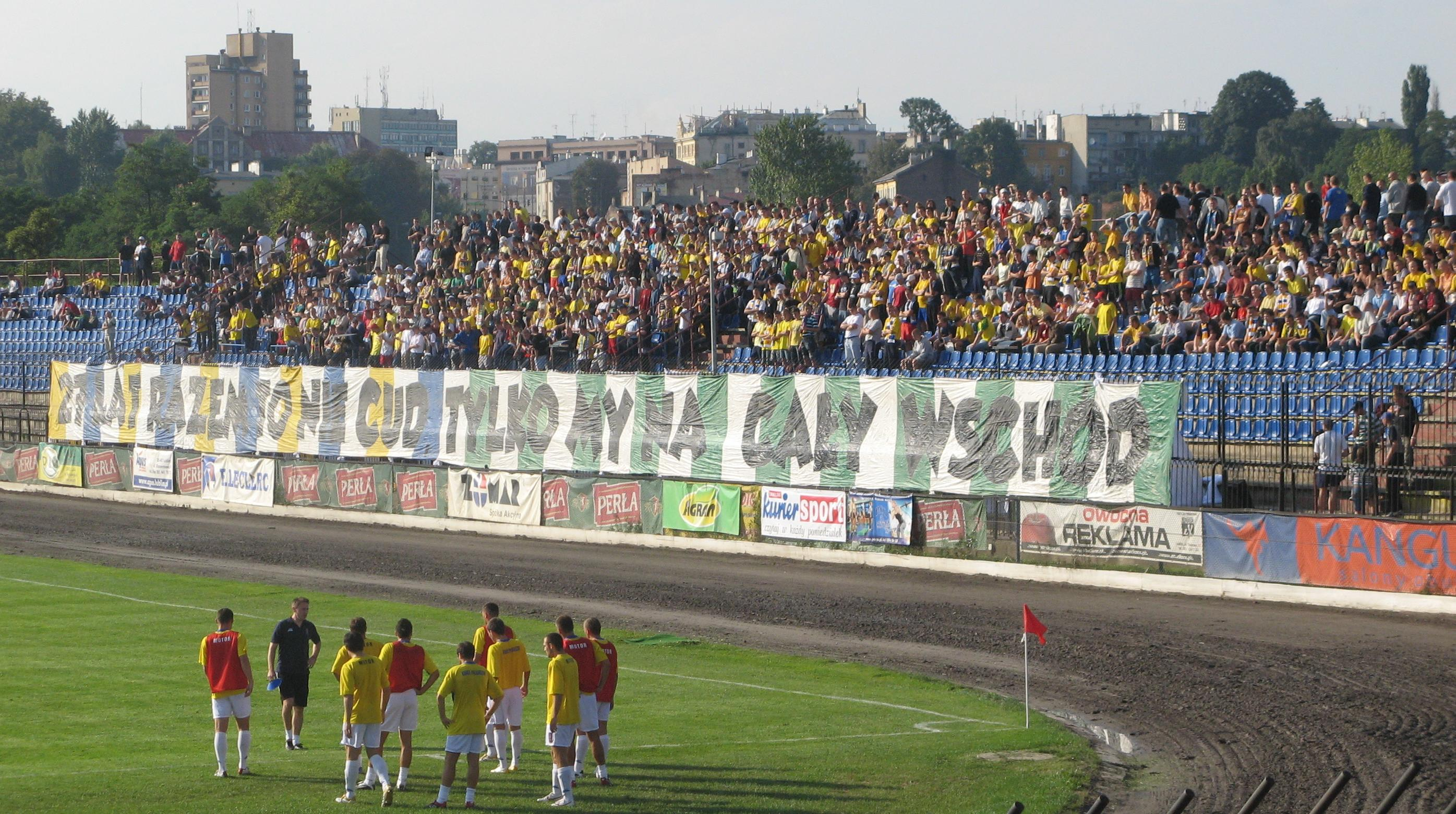
Kibice Motoru podczas meczu z Polonią Warszawa (18 sierpnia 2007)

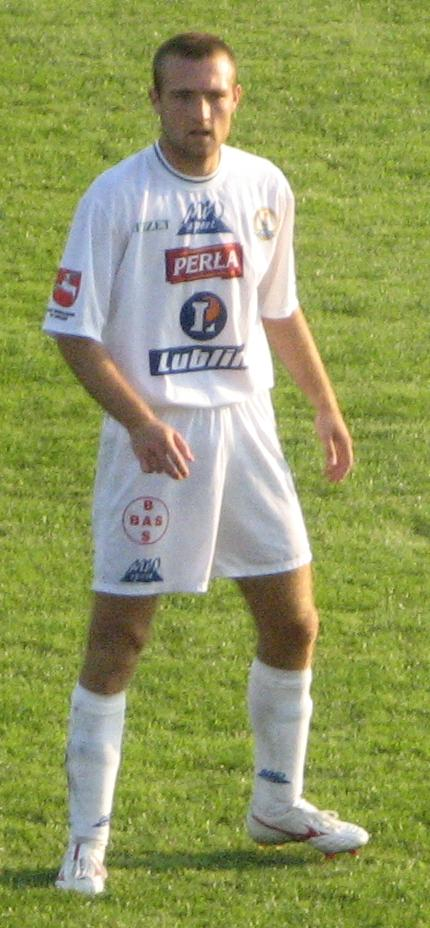
Piotr Prędota

Piłkarze Motoru w okresie przygotowawczym rozegrali mecze sparingowe z Radomiakiem Radom (3:2), Górnikiem Łęczna i Zniczem Pruszków (0:2). 28 lipca 2007 Motor rozegrał pierwszy po 11 latach mecz w II lidze. Jedynym piłkarzem, który grał wówczas na drugoligowym szczeblu w zespole lubelskim był Marcin Syroka. Spotkanie zakończyło się bezbramkowym remisem, a na trybunach zasiadło 4000 widzów. Rundę jesienną Motor zakończył na 12. miejscu z dorobkiem 22 punktów.
W przerwie zimowej z klubu odeszli Paweł Tomczyk (do Wisły Płock), Radosław Feliński (do Kotwicy Kołobrzeg) Piotr Prędota i Piotr Karwan (do Górnika Łęczna), a Damian Iracki i Tomasz Lenart zostali wypożyczeni. Przybyli między innymi Rafał Król (poprz. Stal Kraśnik, wypożyczenie z opcją transferu definitywnego), Radosław Kaczmarczyk (poprz. Sygnał Lublin), Paweł Klimkiewicz (poprz. Górnik Łęczna) i Michał Maciejewski (poprz. Avia Świdnik). Od 26 stycznia do 1 lutego piłkarze przebywali na zgrupowaniu w Niechorzu, gdzie rozegrali mecze sparingowe z Groclinem Grodzisk Wielkopolski (2:1), Lechem Poznań (2:3) i Kotwicą Kołobrzeg (3:2). 9 lutego w Pruszkowie miały miejsce dwa mecze kontrolne: ze Zniczem (0:2, jedną z bramek zdobył Robert Lewandowski) oraz z Olimpią Elbląg (5:1). Na zgrupowaniu we Wronkach Motor rozegrał trzy spotkania sparingowe: z Polonią Słubice (0:1), Polonią Nowy Tomyśl (1:1) i GKP Gorzów Wielkopolski (0:1). Pod koniec lutego kontrakty z klubem podpisali Maciej Kiciński (poprz. Korona Kielce) i Piotr Boratyński (poprz. Świt Nowy Dwór Mazowiecki).

## Tabela
| Poz | Klub                       | M  | Pkt | Bz | Bs |
| --- | -------------------------- | -- | --- | -- | -- |
| 1.  | Lechia Gdańsk              | 34 | 69  | 55 | 34 |
| 2.  | Śląsk Wrocław              | 34 | 64  | 55 | 30 |
| 3.  | Piast Gliwice              | 34 | 62  | 45 | 23 |
| 4.  | Arka Gdynia                | 34 | 62  | 61 | 30 |
| 5.  | Znicz Pruszków             | 34 | 62  | 54 | 28 |
| 6.  | Podbeskidzie Bielsko-Biała | 34 | 58  | 53 | 27 |
| 7.  | Polonia Warszawa           | 34 | 50  | 45 | 36 |
| 8.  | Wisła Płock                | 34 | 50  | 52 | 51 |
| 9.  | GKS Jastrzębie             | 34 | 45  | 43 | 51 |
| 10. | GKS Katowice               | 34 | 43  | 38 | 39 |
| 11. | Stal Stalowa Wola          | 34 | 40  | 37 | 42 |
| 12. | Motor Lublin               | 34 | 35  | 33 | 55 |
| 13. | Odra Opole                 | 34 | 35  | 28 | 39 |
| 14. | Warta Poznań               | 34 | 36  | 29 | 45 |
| 15. | Kmita Zabierzów            | 34 | 31  | 28 | 40 |
| 16. | Tur Turek                  | 34 | 31  | 23 | 46 |
| 17. | ŁKS Łomża                  | 34 | 30  | 32 | 59 |
| 18. | Pelikan Łowicz             | 34 | 28  | 37 | 60 |

## Mecze ligowe w sezonie 2007/2008
| Data                 | Przeciwnik                 | D/W | Miejsce                         | Wynik M/P | Strzelcy                                  | Widzów | Źródło |
| -------------------- | -------------------------- | --- | ------------------------------- | --------- | ----------------------------------------- | ------ | ------ |
|                      |                            |     |                                 |           |                                           |        |        |
| RUNDA JESIENNA       |                            |     |                                 |           |                                           |        |        |
|                      |                            |     |                                 |           |                                           |        |        |
| 28 lipca 2008        | Tur Turek                  | D   | Stadion przy al. Zygmuntowskich | 0:0       |                                           | 4000   | [ 4 ]  |
| 3 sierpnia 2007      | Piast Gliwice              | W   | Stadion Piasta                  | 2:3       | Koczon 72', 82'                           | 2500   | [ 10 ] |
| 8 sierpnia 2007      | Wisła Płock                | D   | Stadion przy al. Zygmuntowskich | 1:2       | Ptaszyński 77'                            |        |        |
| 11 sierpnia 2007     | GKS Jastrzębie             | W   | Stadion GKS-u                   | 0:1       |                                           | 5500   | [ 11 ] |
| 18 sierpnia 2007     | Polonia Warszawa           | D   | Stadion przy al. Zygmuntowskich | 2:0       | Tomczyk 2' (k), 48'                       | 4500   | [ 12 ] |
| 22 sierpnia 2007     | Odra Opole                 | W   | Stadion Odry                    | 2:0       | Kołodziejski 83', Piotr Prędota 90'       |        |        |
| 25 sierpnia 2007     | ŁKS Łomża                  | D   | Stadion przy al. Zygmuntowskich | 1:2       | Maziarz 10'                               | 3500   | [ 13 ] |
| 1 września 2007      | Lechia Gdańsk              | D   | Stadion przy al. Zygmuntowskich | 0:1       |                                           | 4000   | [ 14 ] |
| 8 września 2007      | Warta Poznań               | W   | Stadion Lecha                   | 3:3       | Koczon 21', 84', Płotka 79'               |        | [ 15 ] |
| 15 września 2007     | Podbeskidzie Bielsko-Biała | D   | Stadion przy al. Zygmuntowskich | 1:0       | Prędota 35'                               |        | [ 16 ] |
| 19 września 2007     | Pelikan Łowicz             | W   | Łowicz                          | 2:1       | Koczon 26', 37'                           |        |        |
| 22 września 2007     | Kmita Zabierzów            | D   | Stadion przy al. Zygmuntowskich | 1:1       | Koczon 38'                                |        | [ 17 ] |
| 29 września 2007     | GKS Katowice               | W   | Stadion GKS-u                   | 0:4       |                                           | 7000   | [ 18 ] |
| 3 października 2007  | Stal Stalowa Wola          | D   | Stadion przy al. Zygmuntowskich | 0:1       |                                           |        |        |
| 7 października 2007  | Znicz Pruszków             | D   | Stadion przy al. Zygmuntowskich | 1:0       | Koczon 59'                                | 500    | [ 19 ] |
| 14 października 2007 | Śląsk Wrocław              | W   | Stadion Śląska                  | 1:10      | Maziarz 21'                               | 7000   | [ 20 ] |
| 26 października 2007 | Arka Gdynia                | W   | Stadion Arki                    | 0:2       |                                           | 6000   | [ 21 ] |
| 4 listopada 2007     | Tur Turek                  | W   | Stadion Tura                    | 3:2       | Tomczyk 7', Prędota 44', Żmuda 86'        |        | [ 22 ] |
| 10 listopada 2007    | Piast Gliwice              | D   | Stadion przy al. Zygmuntowskich | 1:1       | Kołodziejski 57'                          | 2000   | [ 23 ] |
|                      |                            |     |                                 |           |                                           |        |        |
| RUNDA WIOSENNA       |                            |     |                                 |           |                                           |        |        |
|                      |                            |     |                                 |           |                                           |        |        |
| 8 marca 2008         | Wisła Płock                | W   | Stadion Wisły                   | 1:3       | Koczon 20' (k)                            | 7000   | [ 24 ] |
| 16 marca 2008        | GKS Jastrzębie             | D   | Stadion przy al. Zygmuntowskich | 4:0       | Ptaszyński 50', Koczon 71', 76' (k), 79'  | 3500   | [ 25 ] |
| 22 marca 2008        | Polonia Warszawa           | W   | Stadion Polonii                 | 0:2       |                                           | 3500   | [ 26 ] |
| 29 marca 2008        | Odra Opole                 | D   | Stadion przy al. Zygmuntowskich | 1:1       | Karasiak 54' (sam)                        | 3000   | [ 27 ] |
| 5 kwietnia 2008      | ŁKS Łomża                  | W   | Stadion ŁKS-u                   | 1:0       | Stachyra 62'                              |        | [ 28 ] |
| 12 kwietnia 2008     | Lechia Gdańsk              | W   | Stadion Lechii                  | 0:2       |                                           | 9000   | [ 29 ] |
| 19 kwietnia 2008     | Warta Poznań               | D   | Stadion przy al. Zygmuntowskich | 1:0       | Misztal 64'                               | 1500   | [ 30 ] |
| 26 kwietnia 2008     | Podbeskidzie Bielsko-Biała | W   | Stadion Podbeskidzia            | 0:3       |                                           | 2000   | [ 31 ] |
| 30 kwietnia 2008     | Pelikan Łowicz             | D   | Stadion przy al. Zygmuntowskich | 3:0       | Maciejewski 20', Koczon 30' Popławski 90' | 1800   | [ 32 ] |
| 4 maja 2008          | Kmita Zabierzów            | W   | Zabierzów                       | 0:1       |                                           |        | [ 33 ] |
| 11 maja 2008         | Znicz Pruszków             | W   | Stadion Znicza                  | 0:3       |                                           | 2100   | [ 34 ] |
| 14 maja 2008         | GKS Katowice               | D   | Stadion przy al. Zygmuntowskich | 0:2       |                                           |        |        |
| 17 maja 2008         | Śląsk Wrocław              | D   | Stadion przy al. Zygmuntowskich | 0:1       |                                           | 4000   | [ 35 ] |
| 21 maja 2008         | Stal Stalowa Wola          | W   | Stadion Stali                   | 0:1       |                                           | 5000   | [ 36 ] |
| 24 maja 2008         | Arka Gdynia                | D   | Stadion przy al. Zygmuntowskich | 1:2       | Król 61'                                  | 3000   | [ 37 ] |

## Kadra
| Numer      | Zawodnik                  | Data ur.   | Występy        | Bramki         |                |                | Występy        | Bramki         |                |                | Występy   | Bramki    | Poprzedni klub              |
| Numer      | Zawodnik                  | Data ur.   | RUNDA JESIENNA | RUNDA JESIENNA | RUNDA JESIENNA | RUNDA JESIENNA | RUNDA WIOSENNA | RUNDA WIOSENNA | RUNDA WIOSENNA | RUNDA WIOSENNA | SEZON     | SEZON     | Poprzedni klub              |
| Bramkarze  | Bramkarze                 | Bramkarze  | Bramkarze      | Bramkarze      | Bramkarze      | Bramkarze      | Bramkarze      | Bramkarze      | Bramkarze      | Bramkarze      | Bramkarze | Bramkarze | Bramkarze                   |
| ---------- | ------------------------- | ---------- | -------------- | -------------- | -------------- | -------------- | -------------- | -------------- | -------------- | -------------- | --------- | --------- | --------------------------- |
| 1          | Przemysław Mierzwa        | 4.04.1978  | 19             |                | 3              | 1              | 15             |                |                |                |           |           | AKS Busko Zdrój             |
| 23         | Pavol Pronaj              | 30.05.1982 | 0 (1)          |                |                |                | —              | —              | —              | —              | 0 (1)     |           | Fotbal Trzyniec             |
| Obrońcy    |                           |            |                |                |                |                |                |                |                |                |           |           |                             |
| 3          | Piotr Karwan              | 20.08.1980 | 19             |                | 2              |                | —              | —              | —              | —              | 19        |           | Piast Gliwice               |
| 3          | Maciej Kiciński           | 7.09.1985  | —              | —              | —              | —              | 6              |                | 1              |                | 6         |           | Kmita Zabierzów             |
| 5          | Damian Falisiewicz        | 16.07.1987 | 4 (2)          |                | 3              |                | 1              |                |                |                | 5 (2)     |           | wychowanek                  |
| 5          | Michał Płotka             | 11.06.1988 | 9              | 1              | 3              | 2              | 8              |                | 3              |                | 17        | 1         | Arka Gdynia                 |
| 13         | Dawid Ptaszyński          | 22.02.1982 | 16 (1)         | 1              | 2              |                | 14             | 1              | 1              |                | 30 (1)    | 2         | Avia Świdnik                |
| 15         | Michał Maciejewski        | 26.04.1983 | —              | —              | —              | —              | 9 (4)          | 1              | 3              |                | 9 (4)     | 1         | Avia Świdnik                |
| 19         | Łukasz Misztal            | 22.05.1982 | 16             |                | 3              |                | 9 (1)          | 1              | 1              |                | 25 (1)    | 1         | Avia Świdnik                |
| 21         | Przemysław Żmuda          | 3.03.1985  | 10 (4)         | 1              | 3              |                | 13             |                | 2              |                | 23 (4)    | 1         | Unia Bełżyce                |
| Pomocnicy  |                           |            |                |                |                |                |                |                |                |                |           |           |                             |
| 4          | Bernard Ocholeche         | 24.05.1987 | 13             |                | 4              |                | 11             |                | 6              | 1              | 24        |           | Odyssey United FC           |
| 6          | Radosław Feliński         | 16.07.1987 | 2 (12)         |                | 1              |                | —              | —              | —              | —              | 2 (12)    |           | Jarota Jarocin              |
| 7          | Paweł Tomczyk             | 15.04.1981 | 17             | 3              | 2              | 1              | —              | —              | —              | —              | 17        | 3         | Znicz Pruszków              |
| 7          | Paweł Kowalczyk           | 27.04.1980 | —              | —              | —              | —              | 3 (7)          |                | 3              |                | 3 (7)     |           | Pogoń Leżajsk               |
| 8          | Marcin Syroka             | 26.10.1978 | 8 (3)          |                | 2              |                | 14 (1)         |                | 1              |                | 22 (4)    |           | BKS Lublin                  |
| 9          | Hubert Drej               | 12.01.1987 | 2 (1)          |                |                |                | —              | —              | —              | —              | 2 (1)     |           | Wierna Małogoszcz           |
| 10         | Denys Laszko              | 4.10.1980  | 8 (2)          |                | 3              |                | —              | —              | —              | —              | 8 (2)     |           | Jarota Jarocin              |
| 11         | Marcin Popławski          | 30.09.1980 | —              | —              | —              | —              | 8 (5)          | 1              | 2              |                | 8 (5)     | 1         | Górnik Łęczna               |
| 14         | Paweł Maziarz             | 12.04.1981 | 18             | 2              | 5              |                | 11 (3)         |                | 4              |                | 29 (3)    | 2         | BKS Lublin                  |
| 15         | Rodolfo da Silva Athaydes | 20.03.1986 | 0 (4)          |                |                |                | —              | —              | —              | —              |           |           | FK Šiauliai                 |
| 16         | Tomasz Lenart             | 27.10.1986 | 3 (2)          |                | 5              | 1              | —              | —              | —              | —              | 3 (2)     |           | Kotwica Kołobrzeg           |
| 20         | Kamil Stachyra            | 23.05.1987 | 2 (1)          |                | 1              |                | 9 (5)          | 1              | 1              |                | 11 (6)    | 1         | Górnik Łęczna               |
| 36         | Rafał Król                | 16.01.1989 | —              | —              | —              | —              | 8 (5)          | 1              | 1              |                | 8 (5)     | 1         | Stal Kraśnik                |
| Napastnicy |                           |            |                |                |                |                |                |                |                |                |           |           |                             |
| 9          | Mateusz Kołodziejski      | 20.08.1986 | 10 (8)         | 2              |                |                | 5 (6)          |                |                |                | 15 (14)   | 2         | Arka Gdynia                 |
| 16         | Piotr Kamiński            | 11.05.1986 | —              | —              | —              | —              | 3 (5)          |                |                |                | 3 (5)     |           | Lech Poznań                 |
| 17         | Piotr Prędota             | 20.07.1982 | 18             | 3              | 2              |                | —              | —              | —              | —              | 18        | 3         | Górnik Łęczna               |
| 18         | Damian Iracki             | 22.01.1987 | 1 (7)          |                |                |                | —              | —              | —              | —              | 1 (7)     |           | Lublinianka                 |
| 22         | Daniel Koczon             | 1.02.1982  | 14 (2)         | 8              | 1              |                | 12 (1)         | 5              | 2              | 1              | 26 (1)    | 13        | Tomasovia Tomaszów Lubelski |
| 28         | Kamil Król                | 20.06.1987 | —              | —              | —              | —              | 6 (2)          |                |                |                | 6 (2)     |           | Brescia Calcio              |